# Escudo de Guadalupe (Francia)
En el departamento de ultramar y región francés de Guadalupe se usa como símbolo no oficial de la isla las armas de la ciudad de Pointe-à-Pitre, una de las más importantes de la isla que se ha extendido como emblema no oficial que representa a toda la isla.

## Escudo no oficial
Este escudo consiste en un campo de sable (en ocasiones de azules o rojo) en el que aparece representado el sol de oro, acompañado por una caña de azúcar de sínople. En el jefe se sitúa una franja de azur cargada con tres flores de lis de oro.
El emblema aparece en las monedas de colección de 10 euros acuñadas por la Monnaie de Paris, así como en algunas insignias de tela.

## Logotipo
El gobierno regional utiliza un logotipo que muestra un sol y un pájaro estilizados sobre un cuadrado verde y azul, con la palabra REGIÓN GUADALUPE subrayada en amarillo debajo. El símbolo es el elemento central de la bandera que utiliza el gobierno de la región.
- Datos: Q1281643
- Multimedia: Coats of arms of Guadeloupe / Q1281643